# Топологично пространство
В топологията топологично пространство може да бъде определено като множество от точки заедно с множество от околности за всяка точка, които удовлетворяват множество от аксиоми за точките и околностите. Определението зависи от теорията на множествата и е най-общото понятие за математическо пространство, което позволява дефинирането на концепции като непрекъснатост, свързаност и сходимост.
В исторически план, концепцията на топологичното пространство се появява като обобщение на метричното пространство и многообразието. Топологичните пространства възникват естествено в почти всички клонове на математиката. Клонът от математиката, който се занимава с изучаването на топологичните пространства, се нарича обща топология.

## Определение
Фамилия {\displaystyle T\,} от подмножества на множеството M се нарича (отворена) топология или фамилия на неговите отворени подмножества, ако изпълнява следните свойства:
- самото множество {\displaystyle {\mathcal {X}}} и празното множество принадлежат на {\displaystyle T\,},
- обединенията на елементи на {\displaystyle T\,} са елементи на {\displaystyle T\,},
- сеченията на краен брой елементи на {\displaystyle T\,} са също елементи на {\displaystyle T\,}.

Наредената двойка {\displaystyle ({\mathcal {X}},T)} се нарича топологично пространство, елементите на {\displaystyle {\mathcal {X}}} – елементи или точки на топологичното пространство, а елементите на {\displaystyle T\,} – отворени множества.

## Основни понятия и свойства
Фамилията {\displaystyle F=\{{\mathcal {B}}:{\mathcal {B}}={\mathcal {X}}\setminus {\mathcal {A}}\}_{{\mathcal {A}}\in T}} от подмножества на {\displaystyle {\mathcal {X}}} се нарича фамилия на затворените подмножества на {\displaystyle {\mathcal {X}}}.
Лесно може да се покаже, че сечението на затворени множества и обединението на краен брой затворени множества също е затворено множество.
Затворена обвивка на подмножество {\displaystyle {\mathcal {A}}} на {\displaystyle {\mathcal {X}}} се нарича сечението на всички затворени подмножества, на които {\displaystyle {\mathcal {A}}} е подмножество. Затворената обвивка на {\displaystyle {\mathcal {A}}} се бележи с {\displaystyle {\overline {\mathcal {A}}}}.
Множеството {\displaystyle Int({\mathcal {A}})={\mathcal {X}}\setminus {\overline {({\mathcal {X}}\setminus {\mathcal {A}})}}} се нарича вътрешност на {\displaystyle {\mathcal {A}}}.
Множеството {\displaystyle Fr({\mathcal {A}})={\overline {\mathcal {A}}}\cap {\overline {({\mathcal {X}}\setminus {\mathcal {A}})}}} се нарича контур или граница на {\displaystyle {\mathcal {A}}}.
Отворена околност на {\displaystyle x\in {\mathcal {X}}} се нарича всяко отворено множество, което съдържа {\displaystyle x\,}. Околност на {\displaystyle x\,} се нарича всяко подмножество на {\displaystyle {\mathcal {X}}} сред подмножествата, на което има отворена околност на {\displaystyle x\,}. Фамилията от околности на {\displaystyle x\,} образува филтър, който се нарича филтър от околности на {\displaystyle x\,} и се бележи най-често с {\displaystyle {\mathfrak {U}}(x).\,}

### Алтернативни дефиниции на топологично пространство
Възможно е понятията затворени подмножества, затворена обвивка, вътрешност, контур и филтри от околности да бъдат въведени и аксиоматично по подобие на по-горе формулираната дефиницията на отворено множество, а самото понятие отворено множество да бъде дефинирано чрез тях. Може да се покаже, че всички тези алтернативни дефиниции на топологично пространство са дуални помежду си, т.е. че чрез тях се задават едни и същи (в топологичен смисъл) структури.

#### Дефиниране чрез посочване на затворените множества
Фамилия {\displaystyle F\,} от подмножества на множеството {\displaystyle {\mathcal {X}}} се нарича (затворена) топология или фамилия на неговите затворени подмножества, ако изпълнява следните свойства:
- самото множество {\displaystyle {\mathcal {X}}} и празното множество принадлежат на {\displaystyle F\,},
- сеченията на елементи на {\displaystyle F\,} са елементи на {\displaystyle F\,},
- обединенията на краен брой елементи на {\displaystyle F\,} са също елементи на {\displaystyle F\,}.

Наредената двойка {\displaystyle ({\mathcal {X}},F)} се нарича топологично пространство, а елементите на {\displaystyle F\,} – затворени множества.
Фамилията {\displaystyle T\,} на отворените подмножества на {\displaystyle {\mathcal {X}}} се дефинира както следва:
{\displaystyle T=\{{\mathcal {A}}:{\mathcal {A}}={\mathcal {X}}\setminus {\mathcal {B}}\}_{{\mathcal {B}}\in F}}

#### Дефиниране чрез задаване на затворените обвивки
Нека за всяко на множеството {\displaystyle {\mathcal {A}}\subset {\mathcal {X}}} е определено множеството {\displaystyle {\overline {\mathcal {A}}}\subset {\mathcal {X}}}, наречено затворена обвивка на {\displaystyle {\mathcal {A}}}
и изпълняващо следните условия:
- {\displaystyle {\overline {{\mathcal {A}}\cup {\mathcal {B}}}}={\overline {\mathcal {A}}}\cup {\overline {\mathcal {B}}}}
- {\displaystyle {\overline {\varnothing }}=\varnothing }
- {\displaystyle {\mathcal {A}}\subset {\overline {\mathcal {A}}}}
- {\displaystyle {\overline {({\overline {\mathcal {A}}})}}={\overline {\mathcal {A}}}}

Множеството {\displaystyle {\mathcal {X}}} заедно с функцията затворена обвивка се нарича топологично пространство.
Фамилията {\displaystyle F\,} на затворените подмножества на {\displaystyle {\mathcal {X}}} се дефинира както следва:
{\displaystyle F=\{{\mathcal {B}}:{\overline {\mathcal {B}}}={\mathcal {B}};{\mathcal {B}}\subset {\mathcal {X}}\}},
а фамилията {\displaystyle T\,} на отворените подмножества на {\displaystyle {\mathcal {X}}}:
{\displaystyle T=\{{\mathcal {A}}:{\mathcal {A}}={\mathcal {X}}\setminus {\overline {({\mathcal {X}}\setminus {\mathcal {A}})}};{\mathcal {A}}\subset {\mathcal {X}}\}}

#### Дефиниране чрез задаване на вътрешност
Нека за всяко множеството {\displaystyle {\mathcal {A}}\subset {\mathcal {X}}} е определено множеството {\displaystyle Int({\mathcal {A}})\subset {\mathcal {X}}}, наречено вътрешност на {\displaystyle {\mathcal {A}}}
и изпълняващо следните условия:
- {\displaystyle Int({\mathcal {A}})\subset {\mathcal {A}}}
- {\displaystyle Int(Int({\mathcal {A}}))=Int({\mathcal {A}})}
- {\displaystyle Int({\mathcal {X}})={\mathcal {X}}}
- {\displaystyle Int({\mathcal {A}}\cap {\mathcal {B}})=Int({\mathcal {A}})\cap Int({\mathcal {B}})}

Множеството {\displaystyle {\mathcal {X}}} заедно с функцията вътрешност се нарича топологично пространство.
{\displaystyle {\mathcal {A}}\,} се нарича околност на {\displaystyle x\,} ако {\displaystyle x\in Int({\mathcal {A}})}.
Отворени са множествата, които са околности на всяка своя точка.

#### Дефиниране чрез задаване на филтри от околности
Нека за всяка точка {\displaystyle x\in {\mathcal {X}}} е зададена фамилия от подмножества {\displaystyle {\mathfrak {U}}(x)\subseteq {\mathcal {X}}} наречена филтър от околности на {\displaystyle x\,} със свойствата:
- {\displaystyle {\mathcal {U}}\in {\mathfrak {U}}(x)\Rightarrow x\in {\mathcal {U}}}
- {\displaystyle {\mathcal {U}},{\mathcal {V}}\in {\mathfrak {U}}(x)\Rightarrow {\mathcal {U}}\cap {\mathcal {V}}\in {\mathfrak {U}}(x)}
- {\displaystyle {\mathcal {V}}\subseteq {\mathcal {U}}\in {\mathfrak {U}}(x)\Rightarrow {\mathcal {V}}\in {\mathfrak {U}}(x)}
- {\displaystyle \forall {\mathcal {U}}\in {\mathfrak {U}}(x)\ \exists {\mathcal {V}}\in {\mathfrak {U}}(x):y\in {\mathcal {V}}\Rightarrow {\mathcal {U}}\in {\mathfrak {U}}(y).}

{\displaystyle {\mathcal {X}}} заедно с филтирите от околности задават топологичното пространство: {\displaystyle ({\mathcal {X}},{\mathfrak {U}}).} Отворени в това топологично пространство са по дефиниция онези множества {\displaystyle {\mathcal {A}}}, за които:
{\displaystyle x\in {\mathcal {A}}\Rightarrow \left\{{\mathcal {U}}:{\mathcal {U}}\in {\mathfrak {U}}(x),\ {\mathcal {U}}\subseteq {\mathcal {A}}\right\}\neq \varnothing .}

### Конструиране на топологични пространства
Съществуват различни начини за конструиране на топологично пространство. Някои от тях са: чрез бази, чрез индуциране, чрез образуване на декартово произведение, чрез инитиални или чрез фактор-топологии.

#### Бази
База на топологичното пространство {\displaystyle ({\mathcal {X}},T)} е всяка фамилия от отворени множества {\displaystyle B\subset T}, за която
{\displaystyle T=\left\{\bigcup _{{\mathcal {A}}\in B'}{\mathcal {A}}\right\}_{B'\subseteq B}},
a подбаза – фамилия {\displaystyle P\subset T}, за която
{\displaystyle T=\left\{\bigcap _{{\mathcal {A}}\in P'}{\mathcal {A}}\right\}_{P'\subseteq P:\ Card(P')<\aleph _{0}}}

#### Породени и индуцирани топологични пространства
Всяко множество {\displaystyle B\subseteq \{{\mathcal {A}}\}_{{\mathcal {A}}\subseteq {\mathcal {X}}}}, което съдържа сеченията на краен брой свои елементи, е база на топологично пространство наречено породено от базата {\displaystyle B\,}.
Ако {\displaystyle ({\mathcal {X}},T)} е топологично пространство, а {\displaystyle {\mathcal {X'}}} е подмножество на {\displaystyle {\mathcal {X}}}, то пространството:
{\displaystyle \left({\mathcal {X'}},\left\{{\mathcal {A}}\cap {\mathcal {X}}'\right\}_{{\mathcal {A}}\in T}\right)}
се нарича пространство с индуцирана от {\displaystyle T\,} върху {\displaystyle {\mathcal {X}}'\,} топология или подпространство на {\displaystyle ({\mathcal {X}},T)}.

#### Декартово произведение на топологични пространства
Декартовото произведение на две топологични пространства {\displaystyle ({\mathcal {X}},T)} и {\displaystyle ({\mathcal {Y}},S)} се дефинира като пространството върху {\displaystyle ({\mathcal {X}}\times {\mathcal {Y}})} породено от базата:
{\displaystyle \left\{{\mathcal {A}}\times {\mathcal {B}}:{\mathcal {A}}\in T,{\mathcal {B}}\in S\right\}.}
Възможно е да се конструира и декартовото произведние на произволна фамилия от топологични пространства. Те се наричат обобщени декартови произведения или топологии на Тихонов.

### Сравняване на топологични пространства
Две топологични пространства могат да бъдат сравнени по следния начин: Пространството {\displaystyle ({\mathcal {X}},T)} се нарича по-грубо (в някои източници: по-бедно), а {\displaystyle ({\mathcal {X}},S)} – по-фино (по-богато), ако {\displaystyle T\subseteq S,} тоест ако всяко отворено множество в първото пространство е отворено и във второто. Тази терминология е дуална с едноименната терминология при филтрите: в по-финото/по-грубото пространство филтърът от околности на точката {\displaystyle x\in {\mathcal {X}}} е по-фин/по-груб.
Затворените множества в по-грубото пространство са затворени и в по-финото, а затворената обвивка на едно множество в по-грубото пространство съдържа затворената обвивка на това множество в по-финото пространство.
Сечение на две топологични пространства {\displaystyle ({\mathcal {X}},T_{1})} и {\displaystyle ({\mathcal {X}},T_{2})} се нарича пространсвото {\displaystyle ({\mathcal {X}},T_{1}\cap T_{2}).} За разлика от сечението подобно механично обединяване на топологични пространства е невъзможно, защото „обединението“ на две топологични пространства (т.е. {\displaystyle ({\mathcal {X}},T_{1}\cup T_{2})}) не винаги е топологично пространсво.
Сравнени по тяхната грубост топологичните пространства върху {\displaystyle {\mathcal {X}}} образуват пълна решетка. Долните граници в тази решетка могат да се определят като се пресечат пространсвата в подмножествата на решетката. Горните граници са най-грубите топологични пространства съдържащи тяхното обединение. Пълната решетка от топологични пространства върху {\displaystyle {\mathcal {X}}} притежава най-малък елемент – хаотичната топология: {\displaystyle ({\mathcal {X}},\{\varnothing ,{\mathcal {X}}\})} и най-голям елемент – дискретната топология: {\displaystyle ({\mathcal {X}},\{{\mathcal {A}}\}_{{\mathcal {A}}\subset {\mathcal {X}}}).}